# Royal Army Service Corps
O Royal Army Service Corps (RASC) foi um quartel do exército britânico responsável por transporte terrestre, costal e lacustre, despacho aéreo, administração de quartéis, Corpo de Bombeiros do Exército, pessoal para as unidades do quartel-general, fornecimento de alimentos, água, combustível e materiais domésticos, como roupas, móveis e artigos de papelaria, e fornecimento de equipamentos técnicos e militares. Em 1965, o RASC foi fundido com o Serviço de Controle de Transporte e Movimento dos Engenheiros Reais para formar o Royal Corps of Transport. Em 1993, ele se tornou parte do Royal Logistic Corps.